# Bedheim
Bedheim ist ein Stadtteil von Römhild im Landkreis Hildburghausen (Südthüringen) und hat gegenwärtig 588 Einwohner.

## Lage
Bedheim liegt etwa 8 Kilometer südwestlich der Kreisstadt Hildburghausen und gehört zur Stadt Römhild. Das Dorf liegt im östlichen Vorland der Gleichberge, eingebettet in den Südhang des Hahnritz.

## Geschichte
Der Ort Bedheim wurde 1169 erstmals urkundlich erwähnt.
Bedheim war 1616 von der Hexenverfolgung betroffen. Catharina, Simon Bedheims Frau, geriet in einen Hexenprozess und wurde verbrannt.
Ein Bahnhof der Bahnstrecke Hildburghausen–Lindenau-Friedrichshall, der etwa ein Kilometer südöstlich des Ortes lag, verband Bedheim seit 1898 mit Hildburghausen. 1946 erfolgte die Demontage der Schmalspurstrecke.
Am 23. März 1993 wurde Bedheim in die Gemeinde Gleichamberg eingegliedert. Zum 1. Januar 2013 fusionierte die Gemeinde Gleichamberg mit der Stadt Römhild und weiteren Gemeinden zur neuen Stadt Römhild.

## Kultur und Sehenswürdigkeiten
Besondere Bedeutung für Bedheim haben die Kirche und das Schloss.

### Kirche

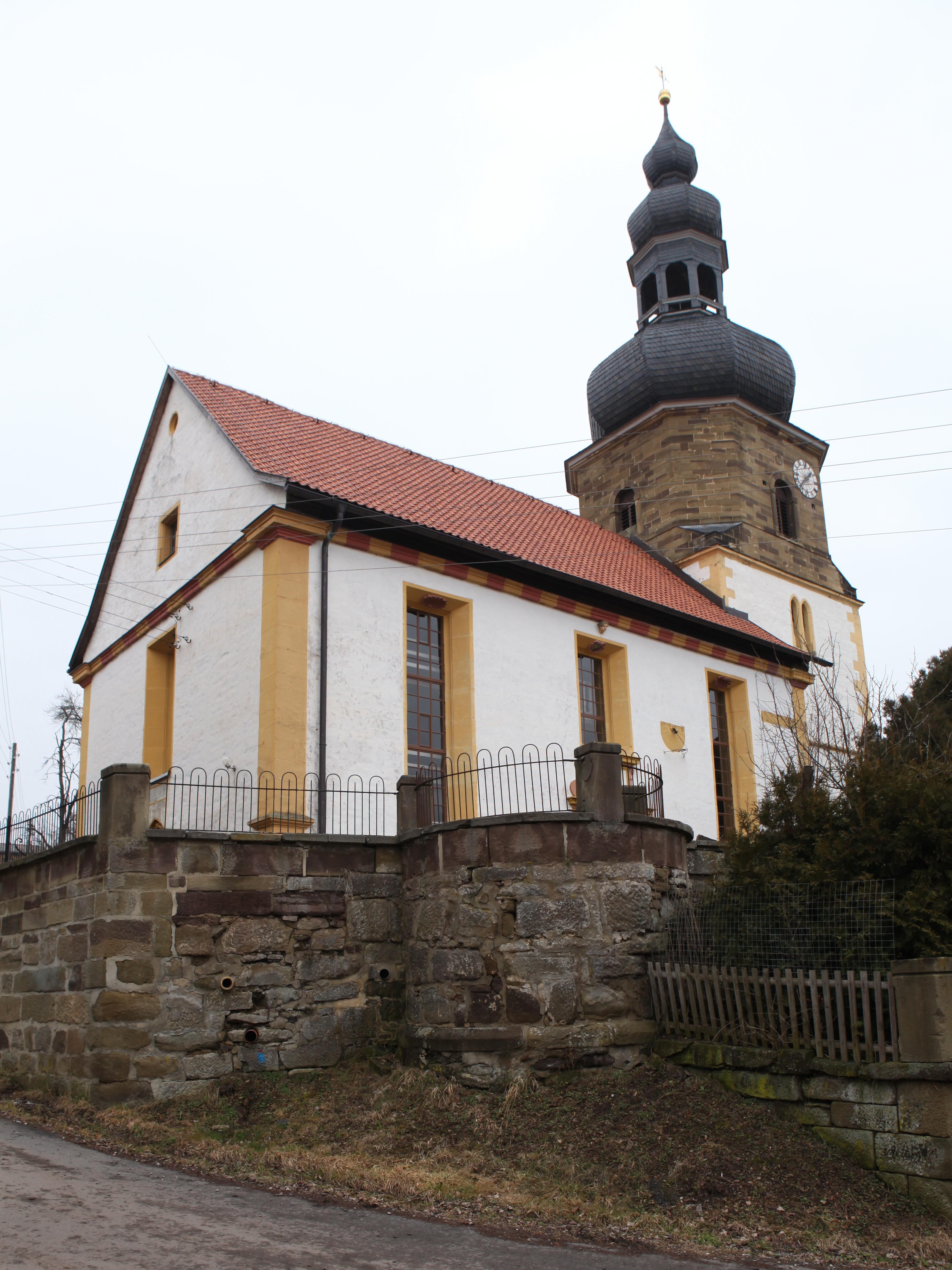
Evangelische Kirche St. Kilian

Der Altarraum und die Sakristei von St. Kilian wurden 1260 oder 1290 erbaut. Aus dem Jahre 1332 stammt die urkundliche Nachricht, dass der Bau dem Heiligen Kilian geweiht wurde. Die heutige Kirche hat zwei Orgeln. 1711 wurde die Hauptorgel eingebaut und zehn Jahre später eine kleine Orgel gegenüber am Schwibbogen der Kirche aufgehängt. Die ältere der beiden Orgeln ist ein Werk von Caspar Schippel, die jüngere Orgel von Nicolaus Seeber. Durch die bauliche Anordnung, die an ein Schwalbennest erinnert, wird die kleine Orgel auch als Schwalbennestorgel bezeichnet. Beide Orgeln können zusammen gespielt werden, da ihre Trakturen in einem gemeinsamen Spieltisch münden. Im Altarraum wurden zahlreiche Mitglieder der Besitzerfamilien von Heßberg und Rühle von Lilienstern beigesetzt.
Neben den sonntäglichen Gottesdiensten finden in den Sommermonaten in unregelmäßigen Abständen Konzerte statt.

### Schloss Bedheim

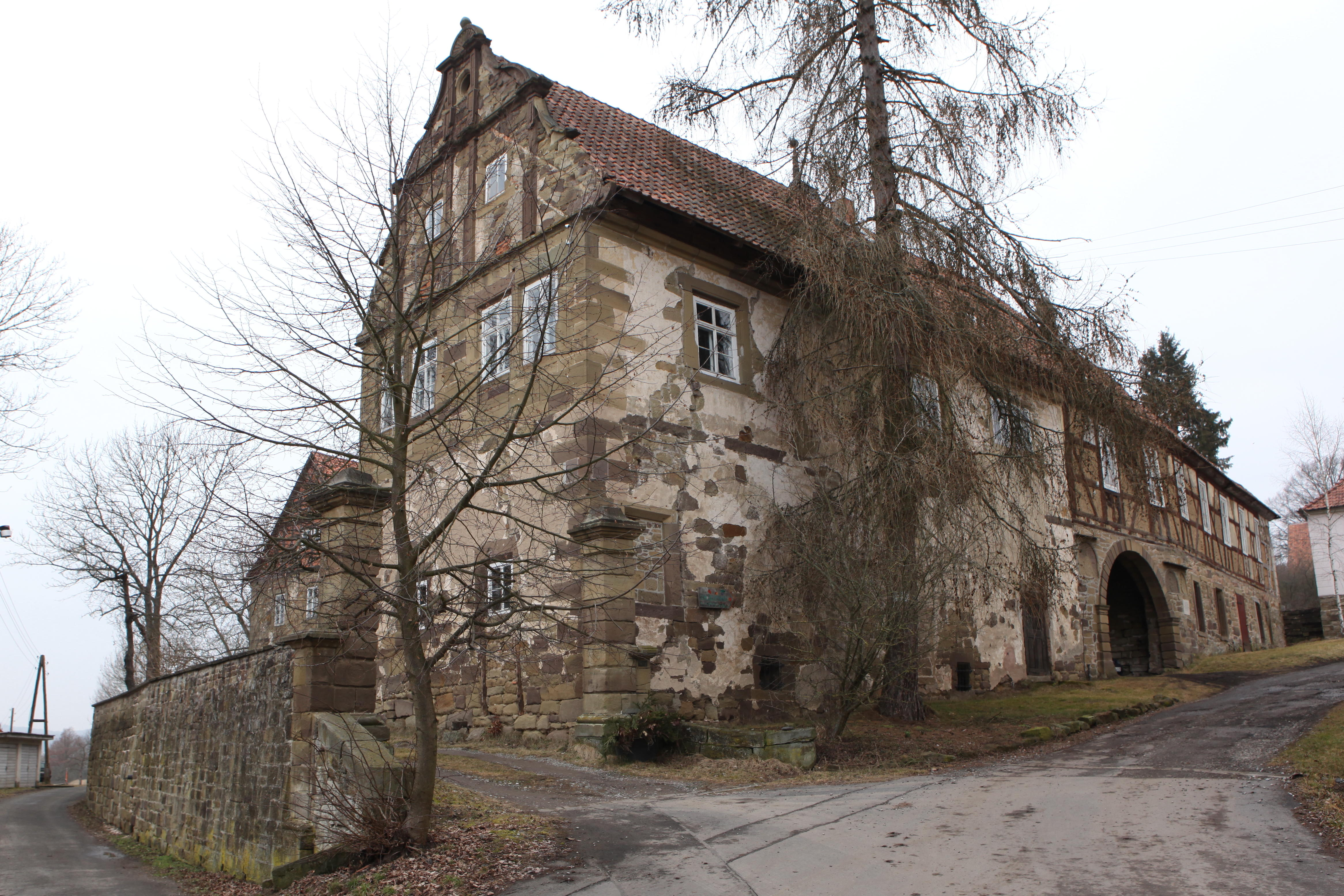
Bedheimer Schloss (Ostflügel)

Das dreiflügelige Schloss mit seinen 40 Räumen ging aus einem Weiherhaus mit Halsgraben hervor, das im Zusammenhang mit der als Wehrkirche angelegten Kirche errichtet wurde. Das heutige Erscheinungsbild geht auf die Umbauten zur Sommerresidenz des Prinzen Joseph von Sachsen-Hildburghausen zurück. Seit 1778 befand sich das Schloss im Besitz der Familie Rühle von Lilienstern, die es 1945 verlor und heute wieder besitzt und deren Nachkommen es noch bewohnen. In den Siebzigerjahren wurde das Schloss zur Dorfschule und nach der Wende wieder Familienbesitz.
In den 1990er Jahren wurde das Schloss dank der thüringischen und bayrischen Denkmalpflege grundgesichert. Es gibt einen Förderverein, der kümmert sich auch um das Museum, hier finden kleine Konzerte statt, manchmal stellen Künstler aus. Das Häuschen an der Eingangspforte, in dem der Vorbesitzer Prinz Joseph von Sachsen-Hildburghausen Ende des 18. Jahrhunderts die Wachen postieren ließ, ist heute ein Café.
Die Schlossanlage Bedheim ist ein bedeutendes Beispiel für ein barockes Gutshofensemble, dessen wesentliche Bestandteile erhalten sind. Allein acht Nebengebäude gehören zum Schloss, dazu der einstige französische Garten.

### Ehemalige Paläontologische Sammlung
Hugo Rühle von Lilienstern eröffnete am 1. August 1934 ein paläontologisches Museum in den Nebengebäuden des Schlosses, in dem auch die berühmten Saurierfunde vom Gleichberg bei Römhild gezeigt wurden. Liliensternus (früher auch Halticosaurus, die „springende Echse“) war ein mittelgroßer theropoder Dinosaurier, der in der oberen Trias (vor 215 bis 200 Millionen Jahren) im heutigen Deutschland lebte. Der etwa 3 Meter hohe und bis 7 Meter lange Coelophysoide wird auf ein Gewicht von etwa 130–150 kg geschätzt. Der Raubsaurier wurde nach Hugo Rühle von Lilienstern benannt. Das Museum wurde 1969 aufgelöst, die Funde befinden sich heute im Museum für Naturkunde in Berlin.
Zum 110. Geburtstag wurde Hugo Rühle von Lilienstern 1992 im Schlossgarten ein Gedenkstein gesetzt.

## Persönlichkeiten
- Joseph von Sachsen-Hildburghausen (1702–1787), baute das Schloss zur Sommerresidenz um
- Hugo Rühle von Lilienstern (1882–1946), Schöpfer des Paläontologischen Museums